# Pingo (futebolista)
Luís Roberto Magalhães, mais conhecido como Pingo (Joinville, 14 de fevereiro de 1968), é um ex-futebolista e atual treinador brasileiro que atuava como volante. Atualmente está sem clube.

## Carreira

### Avaí
Após fazer uma boa campanha no estadual 2014 pelo Brusque, atrai a atenção do Avaí. No dia 7 de março de 2014, Pingo é anunciado como novo treinador do Avaí, após a demissão do então comandante da equipe Paulo Turra.
Após começar bem no comando avaiano, quando tirou o time da zona de rebaixamento do hexagonal final do Catarinense, Pingo não foi bem na Série B, persistindo nos mesmos erros e caiu no dia 24 de maio de 2014, logo após a derrota para o Boa Esporte em Varginha.

### Metropolitano-SC
Em 18 de agosto de 2014, Pingo foi confirmado como novo treinador do Clube Atlético Metropolitano, equipe do sul do país. Em 09 de agosto de 2015, Pingo foi demitido do Clube Atlético Metropolitano, Pingo comandou a equipe catarinense no brasileirão série D de 2014 e contabilizou uma grande campanha no  catarinense.

### Tombense
Pingo foi convidado para comandar o Tombense Futebol Clube, no Campeonato Mineiro de 2016, ele acertou sua passagem no dia 03 de dezembro de 2015.

### Marcílio Dias
Em 26 abril de 2022 foi contratado pelo Marcílio Dias como novo treinador para a disputa da Série D. Foi demitido em 20 de junho de 2022.

### São José RS
Em 01 de maio de 2024 foi contratado pelo São José RS para comandar o clube na Série C.

## Títulos

### Como jogador
Joinville
- Campeonato Catarinense: 1987

Botafogo
- Campeonato Carioca: 1997
- Torneio Rio-São Paulo: 1998

Grêmio
- Campeonato Gaúcho: 1993
- Copa do Brasil: 1994

Flamengo
- Campeonato Carioca: 1996
- Copa Ouro: 1996

Corinthians
- Campeonato Paulista: 1999

Vitória
- Campeonato Baiano: 2000

### Como treinador
Brusque
- Copa Santa Catarina: 2018